# Guinsiliban
Guinsiliban ist eine philippinische Stadtgemeinde in der Provinz Camiguin. Sie hat 6281 Einwohner (Zensus 1. August 2015).

## Baranggays
Guinsiliban ist politisch in sieben Baranggays unterteilt.
- Butay
- Cabuan
- Cantaan
- Liong
- Maac
- North Poblacion
- South Poblacion